# Zechenter Antal
Zechenter Antal, Anton Zechenter (18. század) drámafordító. A császári-királyi prágai főhaditanácsnál fogalmazó, budai származású; 1781 körül Itáliában tartózkodott.
Antal Zechenter was born on February 11, 1751 in Buda and lived until about 82 years old.  He worked for over 51 years, mostly in Praque as "Concipista, Supremus Caesareus Regiarum Armorum Praefectus in Regno Bohemiae."  which translates into "Writer, Supreme Imperial Prefect of the Royal Arms in the Kingdom of Bohemia."  Sources: Beiträge u. Berichtingungen zu Dlabacz Lexikon bömischer Künstler. Hrsg. und durch Anmerkungen ergänzt von Paul Bergner .. : Sternberg-Manderscheid, Franz Joseph, Graf von, 1763-1830 : Internet Archiv. https://archive.org/details/beitrgeuberich00ster

## Művei
- Geklen (Guesclin) Adeliada. Szomorújáték, melyet franciából (Voltaire után) fordított. Bécs, 1772.
- A hitető Mahomet, avagy a fanaticismus, szomorújáték, melyet (Voltaire után) magyarra fordított. Pozsony, év nélkül (Bessenyei György Tudósításával).
- Fedra és Hypolitus. Szomorújáték (Euripides után, ford. Pozsony, 1775.
- A Horátziusok és Kuriátziusok szomorújáték versekben és öt részben (Corneille után). Pozsony, 1781.
- Mitridátes, szomorújáték, magyarra ford. Pozsony, 1781.
- A magyar Anakreon, melyet egyenesen görög nyelvből ford. Prága, 1785.

Kéziratban maradtak: az 1775. kiadott Fedra borítékán hirdeti: Olympia, Szeszosztrisz, A mostani erkölcsök, IV. Henrik vadászása című komédiákat, Az embernek állapottya című angolból fordított poemát és Közönséges történetek sommája Nagy Károlytól mostanig című munkáját.